# Classe Flyvefisken
La classe Flyvefisken, aussi connue sous le nom de Standard Flex 300 (ou StanFlex 300), est une série de 14 navires multi-missions construits par Danyard A/S à Aalborg pour la Marine royale danoise et entrés progressivement en service dans les années 1990. D'un gabarit de 320 tonnes, ils se distinguent par leur capacité à se configurer pour une mission au moyen de conteneurs standardisées StanFlex portant des équipements et systèmes d'armes spécifiques. Installés dans 4 casiers aménagés dans la coque, ils sont interchangeables en quelques heures. Selon la combinaison choisie, un Flyvefisken deviendra alors un patrouilleur de surveillance, un navire lance-missiles, un bâtiment de lutte anti-sous-marine, un chasseur ou un mouilleur de mines. À partir de 2006, plusieurs unités sont revendues aux marines lituanienne puis portugaise (sous le nom de classe Tejo), tandis que les autres sont retirées du service ou transformée en bateau de soutien à la plongée.

## Conception

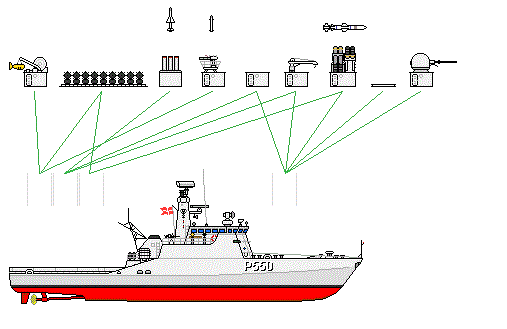
Les Flyvefisken sont polyvalents grâce à l'interchangeabilité des modules StanFlex.

La classe Flyvefisken est développée dans les années 1980 pour remplacer 6 vedettes torpilleur (classe Søløven), 8 patrouilleurs (classe Daphné) et 8 chasseurs de mines (MSC-60) par un nombre plus réduit d'unités identiques, sa principale caractéristique est donc la polyvalence. Cependant, jaugeant 320 tonnes de déplacement à vide pour 54 m de long, ses capacités d'emport sont relativement réduites. Aussi est elle conçue de façon modulaire pour pouvoir s'adapter à plusieurs besoins opérationnels, à savoir la patrouille de surveillance, la lutte antinavire, antiaérienne ou anti-sous-marine, le mouillage de mines ou le déminage. Cette versatilité repose sur le système Standard Flex, un ensemble de conteneurs standardisés incluant chacun un équipement nécessaire à l'une de ces missions, et dont tous les Flyvefisken peuvent recevoir 4 exemplaires (1 à la proue, 3 sur le pont arrière). La configuration de conteneurs choisie permet alors de spécialiser un navire, dont l'équipage initial est porté de 19 à jusqu'à 29 marins pour les mettre en œuvre. Le déplacement augmente également pour atteindre 450 à 500 tonnes, il autorise une vitesse maximale de 30 nœuds (55 km/h) et une autonomie de 2400 nautiques (4450 km) à 18 nœuds (33 km/h). La propulsion utilisée combine 2 moteurs diesel MTU 16V 396TB94 et une turbine à gaz General Electric LM500 de 5450 ch. Tous les bâtiments emportent des radars de surveillance, de navigation et de conduite de tir ainsi qu'un sonar actif à haute fréquence dans leur coque, coordonnés par un système d'armes à architecture ouverte conçu par Saab Systems et Terma Elektronic,.

## Le système Standard Flex

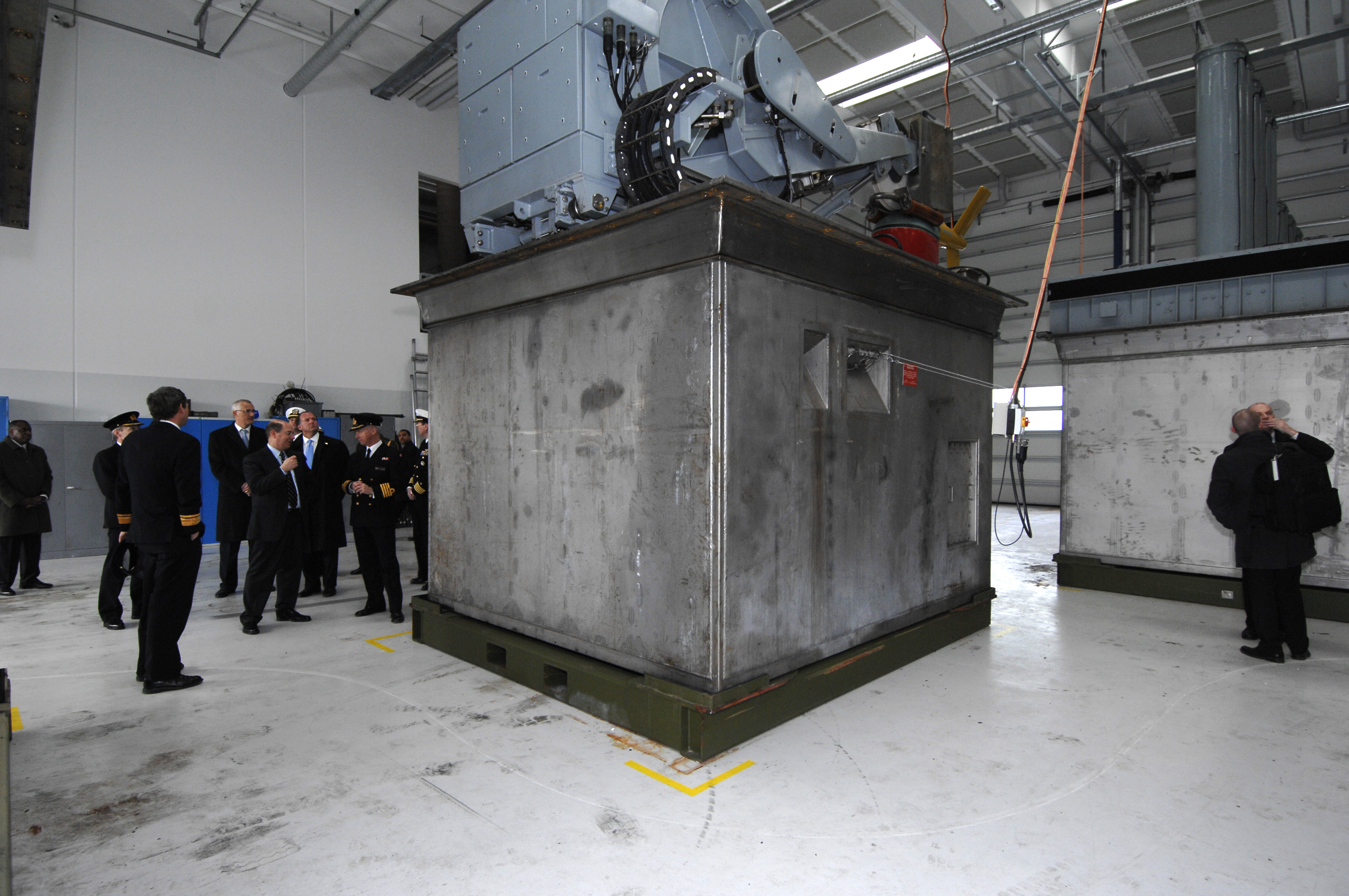
Un module StanFlex une fois déchargé, ici le sonar tracté à immersion variable.

Le système Standard Flex, ou StanFlex, est développé à partir du début des années 1980 par le groupe industriel Naval Team Denmark, composé de 14 entreprises, pour la Marine danoise et plus particulièrement la classe Flyvefisken. C'est un concept d'équipement modulaire permettant d'installer sur un navire des éléments à la fonction spécifique, mais interchangeables grâce à une structure standardisée. Ils sont constitués d'une base commune, qui prend la forme d'un conteneur en acier inoxydable de 3 m par 3,5 m sur 2,5 m de haut, emportant tout le nécessaire pour se connecter au système et fonctionner immédiatement ; interface réseau, communications, alimentation électrique, ventilation et refroidissement. Sur celle-ci est monté l'armement ou le dispositif de mission spécialisé, dont plus d'une dizaine de variantes existent. Chaque module peut être chargé ou déchargé en moins d'une heure au moyen de n'importe quelle grue de levage d'une capacité d'au moins 15 tonnes,.
Bien que précurseur d'une vingtaine d'années sur certains programmes comme le Littoral Combat Ship de l'US Navy qu'il a inspiré, le StanFlex s'est avéré trop complexe et onéreux sur les Flyvefisken pour la Marine danoise. Elle a donc tout d'abord assigné les navires à un rôle unique et permanent (en 2005), puis les a progressivement retiré du service. En revanche, le réemploi sur ses autres navires de la centaine de modules fabriqués, notamment sur les classes Thetis, Knud Rasmussen, Iver Huitfeldt et Absalon, pérennise le concept en permettant des économies d'équipement substantielles.
| Type de module                    | Équipement                                                                     | Quantité |
| --------------------------------- | ------------------------------------------------------------------------------ | -------- |
| Missile antinavire                | 2 lanceurs quadruples pour Boeing AGM-84 Harpoon de 120 km de portée           | 10       |
| Missile sol-air                   | 6 lanceurs verticaux mk 48 mod 3 pour RIM-7 Sea Sparrow de 14 km de portée     | 20       |
| Canon                             | 1 Otomelara Super Rapid de 76 mm, 16 km de portée                              | 19       |
| Lance-torpilles anti-navires      | 2 tubes lance-torpilles de 533 mm pour Bofors TP613 filoguidées                | 4        |
| Lance-torpilles anti-sous-marines | Tubes lance-torpilles de 323,7 mm pour EuroTorp MU90 Impact                    |          |
| Sonar tracté                      | Sonar actif/passif à immersion variable Thales Underwater Systems TMS 2640     | 4        |
| Deminage                          | Systèmes pour opérer 2 ROVs ou 2 drones de surface remorquant un sonar         | 5        |
| Mines marines (hors StanFlex)     | 2 rails pour mise à l'eau de 60 mines ou charges anti-sous-marines             |          |
| Grue                              | Grue hydraulique pour mise à l'eau d'un bateau semi-rigide ou de mines marines | 22       |
| Instruments océanographiques      |                                                                                | 2        |
| kit de dépollution                |                                                                                | 3        |
| Surveillance                      |                                                                                | 1        |
| Volume de stockage                |                                                                                | 14       |
| Guerre électronique               |                                                                                | 1        |

## Les navires
Le Danemark acquiert en définitive 14 navires, leur construction puis leur mise en service s'étalent sur 10 années, de 1986 à mai 1996. Les restrictions budgétaires contraignent néanmoins la marine à les retirer prématurément du service à partir d'aout 2006, le Sværdfisken est démolis l'année suivante, seul le HDMS Søløven est conservé et converti en bâtiment base pour plongeurs démineurs. Cependant, la Lituanie rachète 3 des unités entre 2008 et 2010, puis une quatrième en 2016 (à 6,5 millions d'euros), pour remplacer ses patrouilleurs de classe Storm (en) et assurer des missions de souveraineté dans sa ZEE en mer Baltique. C'est également le cas du Portugal qui se porte acquéreur de 4 des bâtiments pour la somme de 25 millions d'euros en 2014, ils sont livrés l'année suivante et sont modernisés pour succéder à la classe Cacine (pt) et au NRP Schultz Xavier (de) comme patrouilleurs.
| Nom              | N° de coque | Lancement          | Entrée en service | Retrait du service                                   | Transfert                  | Rebaptisé                  | Statut (2017)   |
| ---------------- | ----------- | ------------------ | ----------------- | ---------------------------------------------------- | -------------------------- | -------------------------- | --------------- |
| HDMS Flyvefisken | P550        | 26 avril 1986      | 19 décembre 1989  | 30 mai 2008                                          | Marine lituanienne en 2008 | LNS Žemaitis (P11)         | En service      |
| HDMS Hajen       | P551        | 6 décembre 1988    | 19 juillet 1990   | 23 janvier 2009                                      | Marine lituanienne en 2009 | LNS Dzūkas (P12)           | En service      |
| HDMS Havkatten   | P552        | 30 mai 1989        | 1er novembre 1990 | 12 janvier 2012                                      | Marine lituanienne en 2016 | LNS ? (P15)                | En service      |
| HDMS Laxen       | P553        | 17 octobre 1989    | 22 mars 1991      | 2010                                                 |                            |                            | Désarmé         |
| HDMS Makrelen    | P554        | 7 mars 1990        | 1er octobre 1991  | 2010                                                 |                            |                            | Désarmé         |
| HDMS Støren      | P555        | 14 décembre 1990   | 22 avril 1992     | 2010                                                 |                            |                            | Désarmé         |
| HDMS Sværdfisken | P556        | 1er septembre 1991 | 1er février 1993  | 2 aout 2006                                          |                            |                            | Démolis en 2007 |
| HDMS Glenten     | P557        | 1992               | 29 avril 1993     | 2010                                                 | Marine portugaise en 2015  | NRP Mondego (P 592)        | En service      |
| HDMS Gribben     | P558        | 1992               | 1er juillet 1993  | 2010                                                 |                            |                            | Désarmé         |
| HDMS Lommen      | P559        | 1993               | 21 janvier 1994   | 29 janvier 2010                                      | Marine lituanienne en 2010 | LNS Aukštaitis (P14)       | En service      |
| HDMS Ravnen      | P560        | 1994               | 17 octobre 1994   | 2010                                                 | Marine portugaise en 2015  | NRP Douro (P 591)          | En service      |
| HDMS Skaden      | P561        | 1994               | 10 avril 1995     | 2010                                                 | Marine portugaise en 2015  | NRP Guadiana (P 593)       | En service      |
| HDMS Viben       | P562        | 1995               | 15 janvier 1996   | 2010                                                 | Marine portugaise en 2015  | NRP Tejo (P 590)           | En service      |
| HDMS Søløven     | P563        | 6 juin 1995        | 28 mai 1996       | Transformé en navire de soutien à la plongée en 2012 |                            | Nouveau n° de coque : Y311 | En service      |

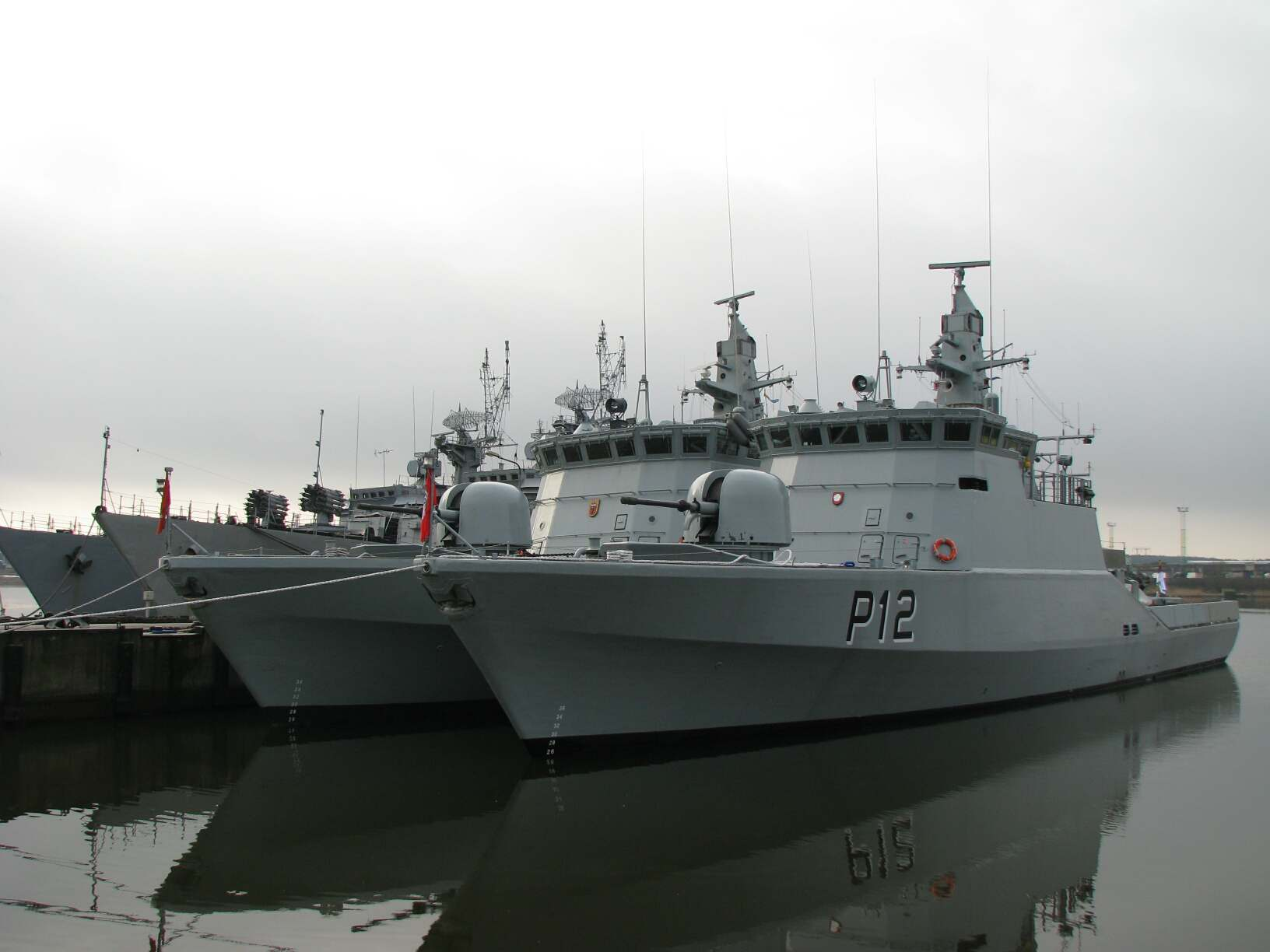
Le Žemaitis (ex Flyvefisken) et le Dzūkas (ex Lommen) de la Marine lituanienne.
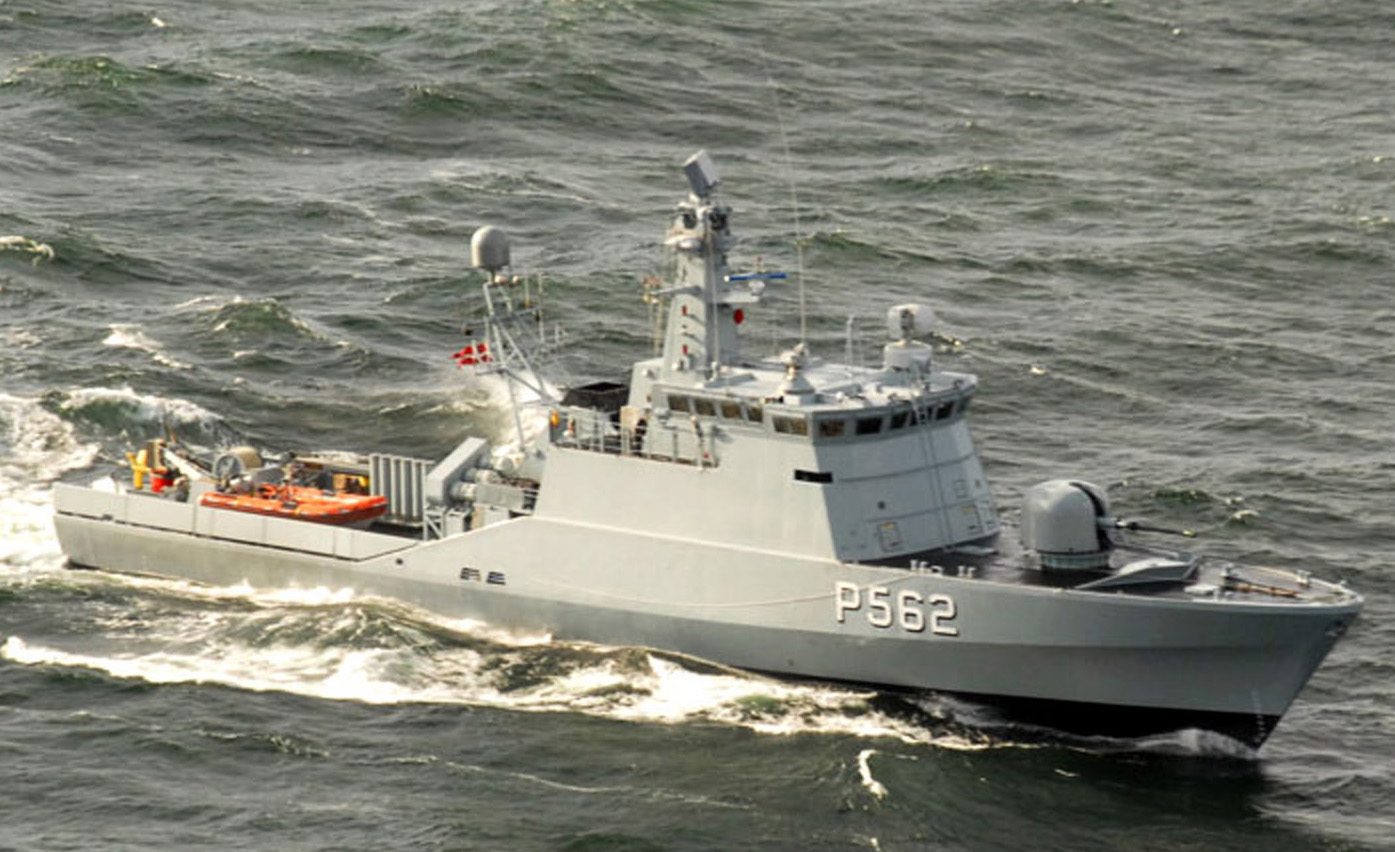
Le Viben avec sonar tracté et lanceur RIM-7 Sea Sparrow.
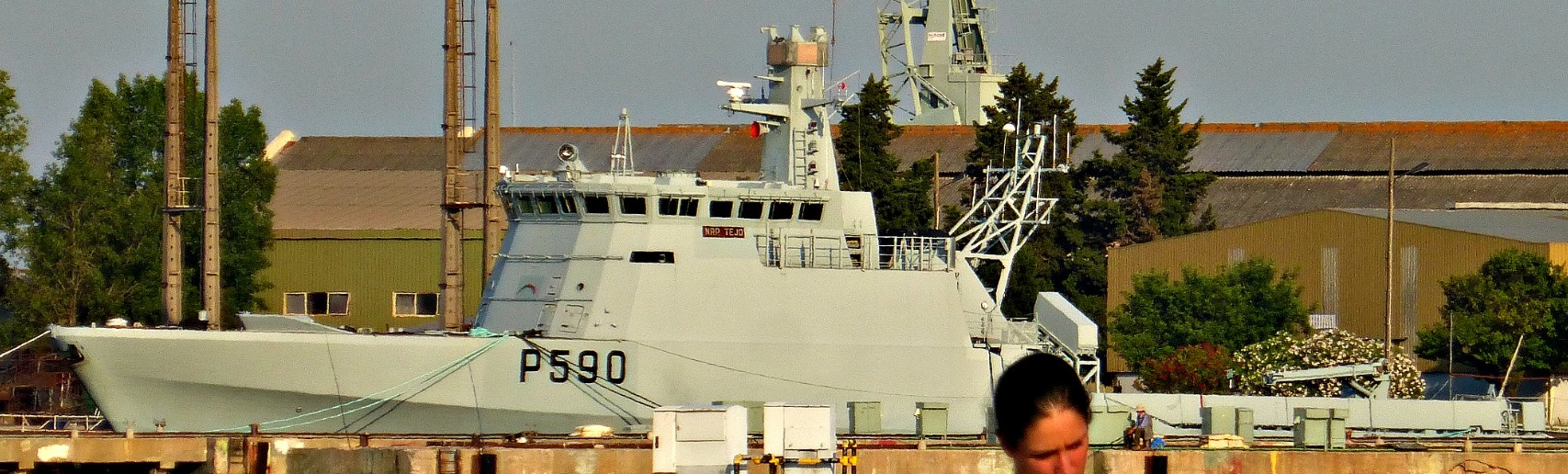
Le même Viben devenu après rééquipement le NRP Tejo de la Marine portugaise.
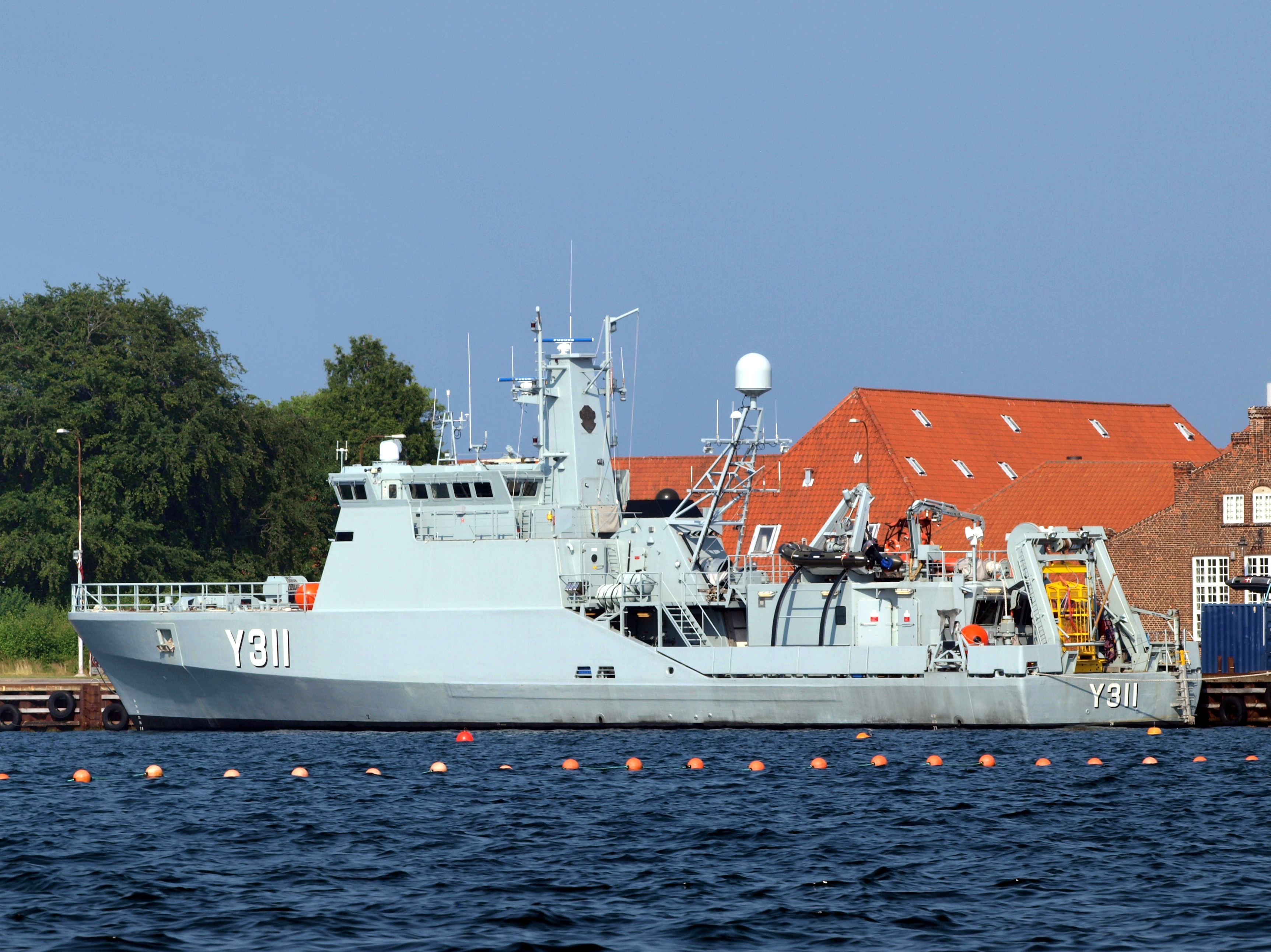
Le Søløven après transformation.